# نائیرا خاچاطوریان
نائیرا ولادیمیری خاچاطوریان (ارمنی: Նաիրա Վլադիմիրի Խաչատուրյան؛ انگلیسی: Naira Khachaturyan؛ ۲۰ ژانویهٔ ۱۹۷۲) یک بازیگر اهل ارمنستان است. وی از سال میلادی تا کنون مشغول فعالیت می‌باشد.

## زندگی‌نامه
وی در ۲۰ ژانویهٔ ۱۹۷۲ ‏در مسکو به دنیا آمد و از مدرسه بازیگری فرانسوی در استراسبورگ فارغ‌التحصیل شد. 